# Fortí de la Reina
El Fortí de la Reina és una construcció militar del segle xviii bastida en ocasió de la Guerra de Successió, situada de manera estratègica en la punta del Miracle de Tarragona, controlant la línia de costa. És declarat Bé Cultural d'Interès Nacional.

## Descripció
Fortificació costanera de forma trapezoïdal pràcticament reduïda a les seves muralles, construïda amb pedra i argamassa. Presenta una porta a la banda de terra amb arc de mig punt fet amb maons.

## Història
El baluard construït el 1745 sota la direcció del coronel d'enginyers Miguel Marín amb la col·laboració del comandant Antonio de Olmedo. Sembla que en el 1754 es van fer reparacions. Durant el segle xix fou utilitzat sobretot en el setge i defensa de Tarragona durant la Guerra del Francès (1811), i en les guerres civils al llarg de tot el segle xix.
Durant el segle xx es van plantejar tota una sèrie de projectes per donar un nou ús a l'espai. El 1927 es va publicar la possibilitat d'urbanitzar la zona. El projecte era ambiciós i preveia construir-hi un casino-hotel a l'interior. L'edifici fou inventariat per la Dirección General de Bellas Artes del Ministerio de Educación y Ciencia, en compliment del decret de 22 d'abril de 1949.
El 1953 l'ajuntament va declarar zona verda l'entorn del monument encara que s'acceptava la construcció d'un hotel. El 1954 es va anunciar que el Ministeri d'Informació i Turisme construiria un hotel, fet que al final no es va portar a terme. El 1962 es va acceptar tramitar la sol·licitud d'un balneari-restaurant que tampoc es va realitzar. El 1963, Josep Maria Monravà va dibuixar els plànols del que havia de ser un restaurant amb un edifici de 14 plantes i 84 cases que tampoc es va tirar endavant. El 1965 a pocs metres es va construir el restaurant Marina Roc, es va denegar la seva obertura i va ser enderrocat.
L'espai va restar desocupat fins que el 1989 l'Ajuntament va concedir la llicència per a construir-hi un restaurant. Les denúncies i processos judicials han portat a la sentència de demolició del restaurant l'any 2007.